# Hemeroblemma mexicana
Hemeroblemma mexicana là một loài bướm đêm trong họ Erebidae.